# Marussia Serie B

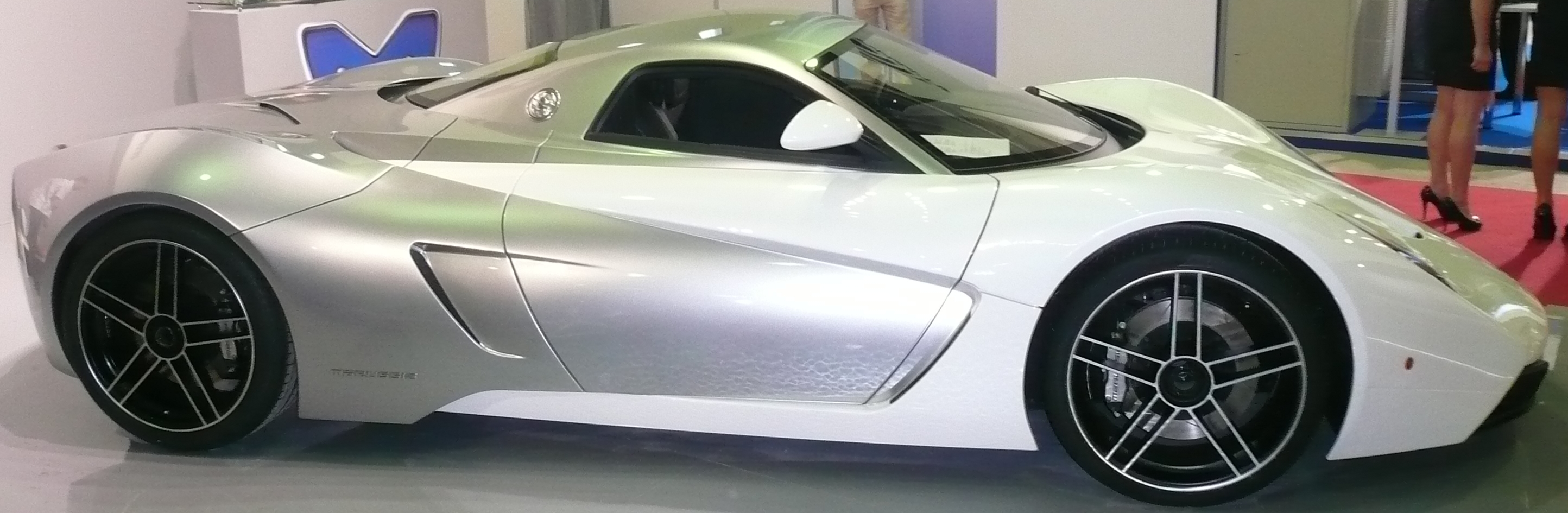
vista lateral de B1.

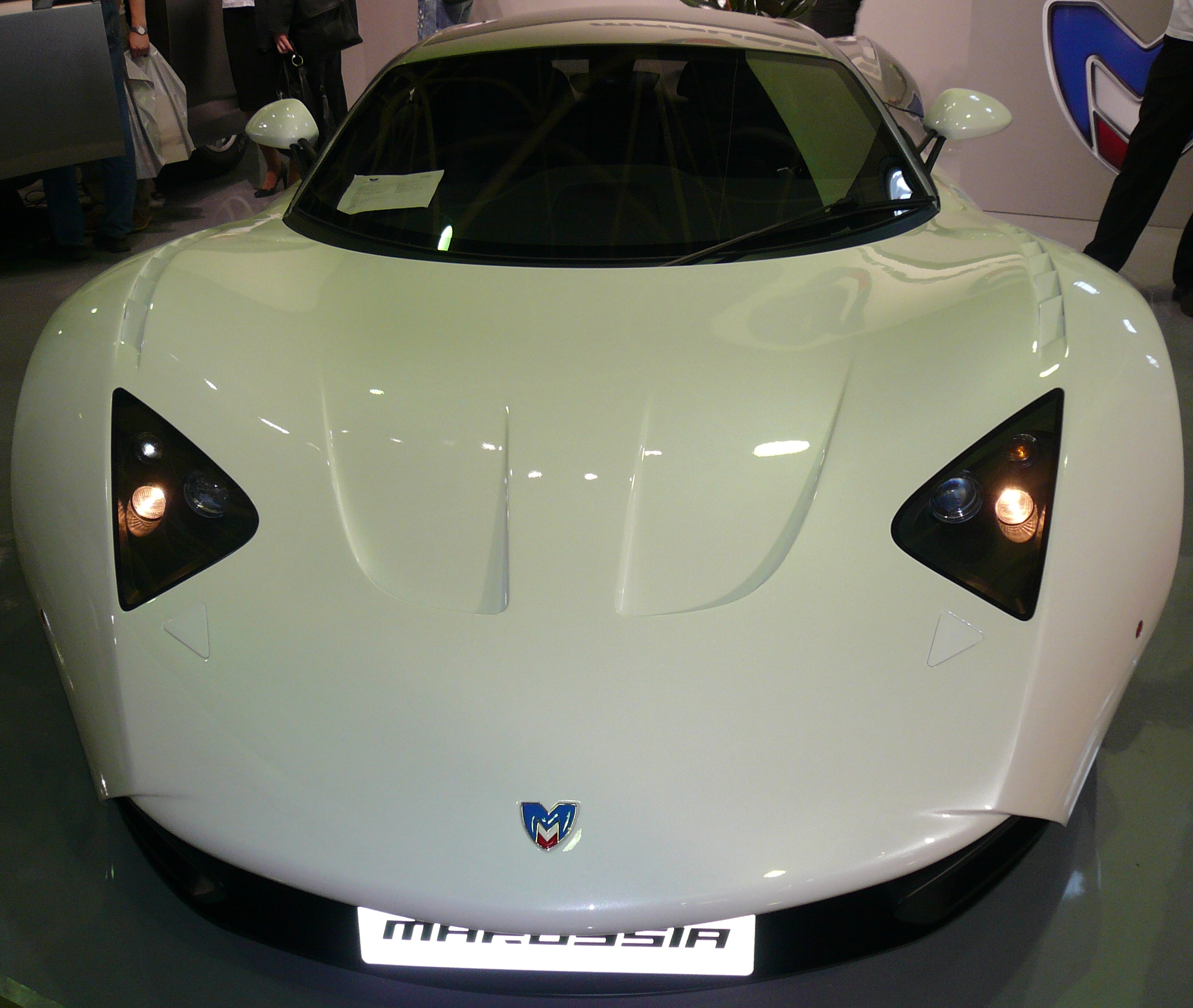
vista frontal del B1

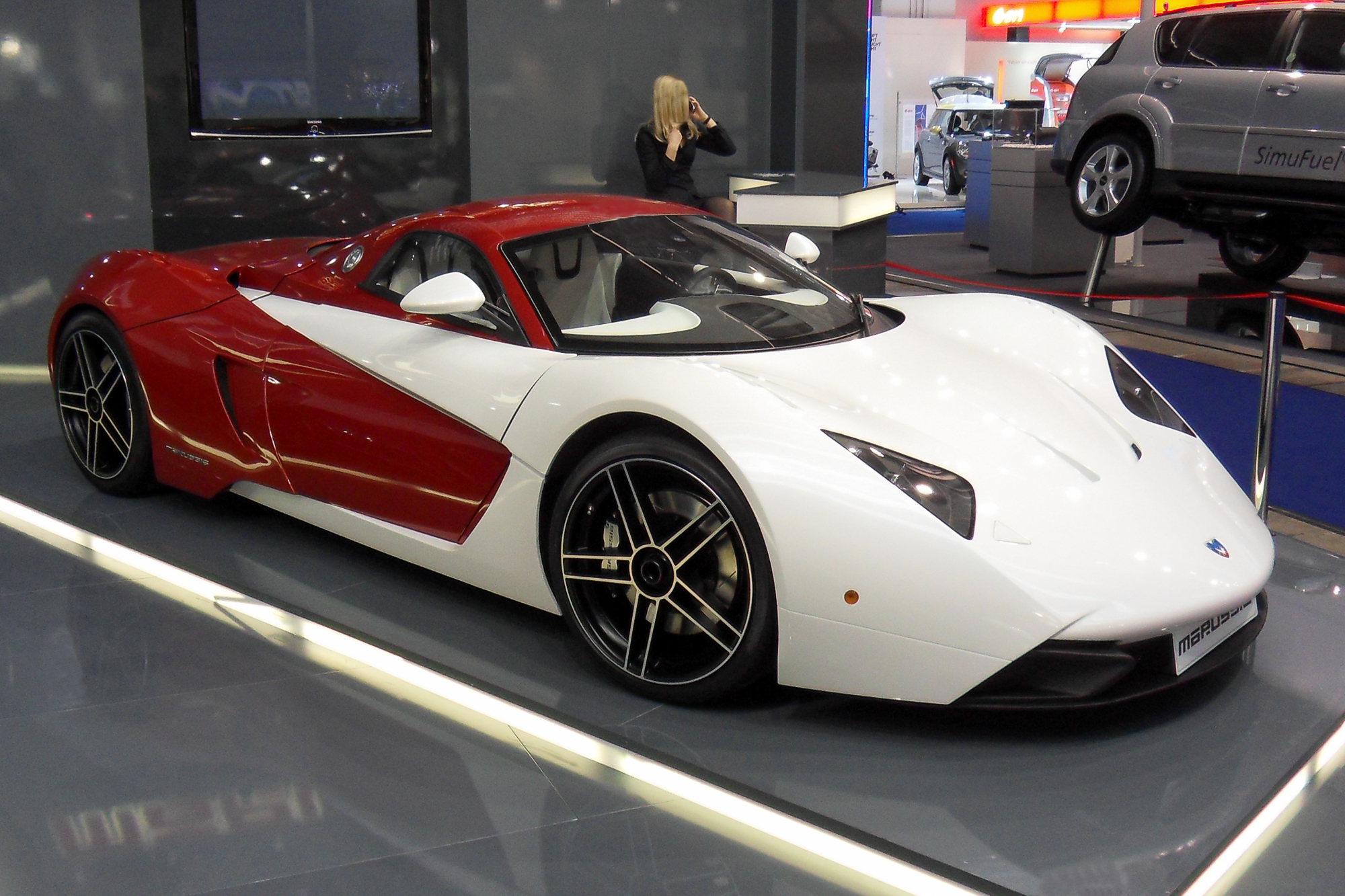
B1 en color vino

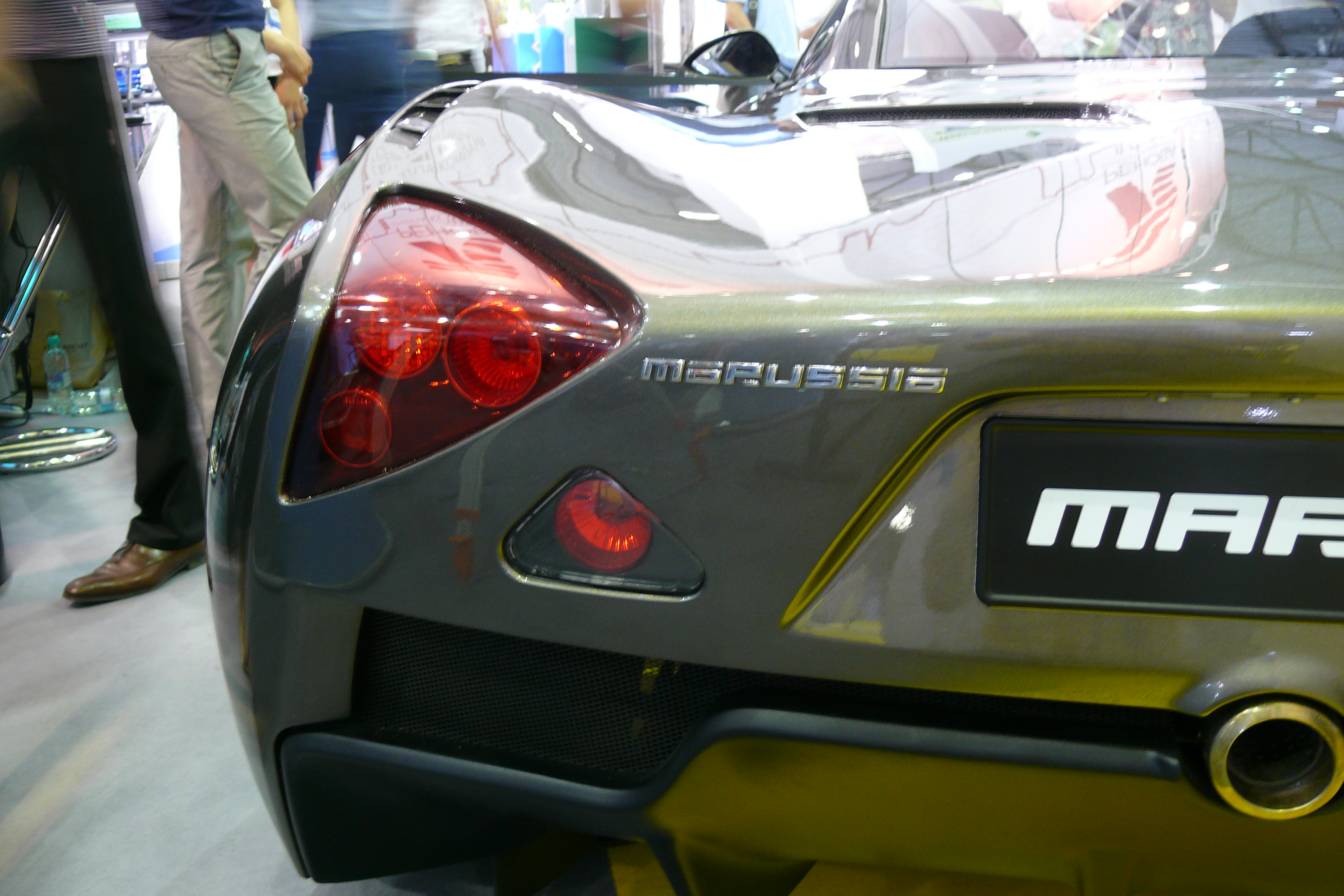
vista posterior del B1

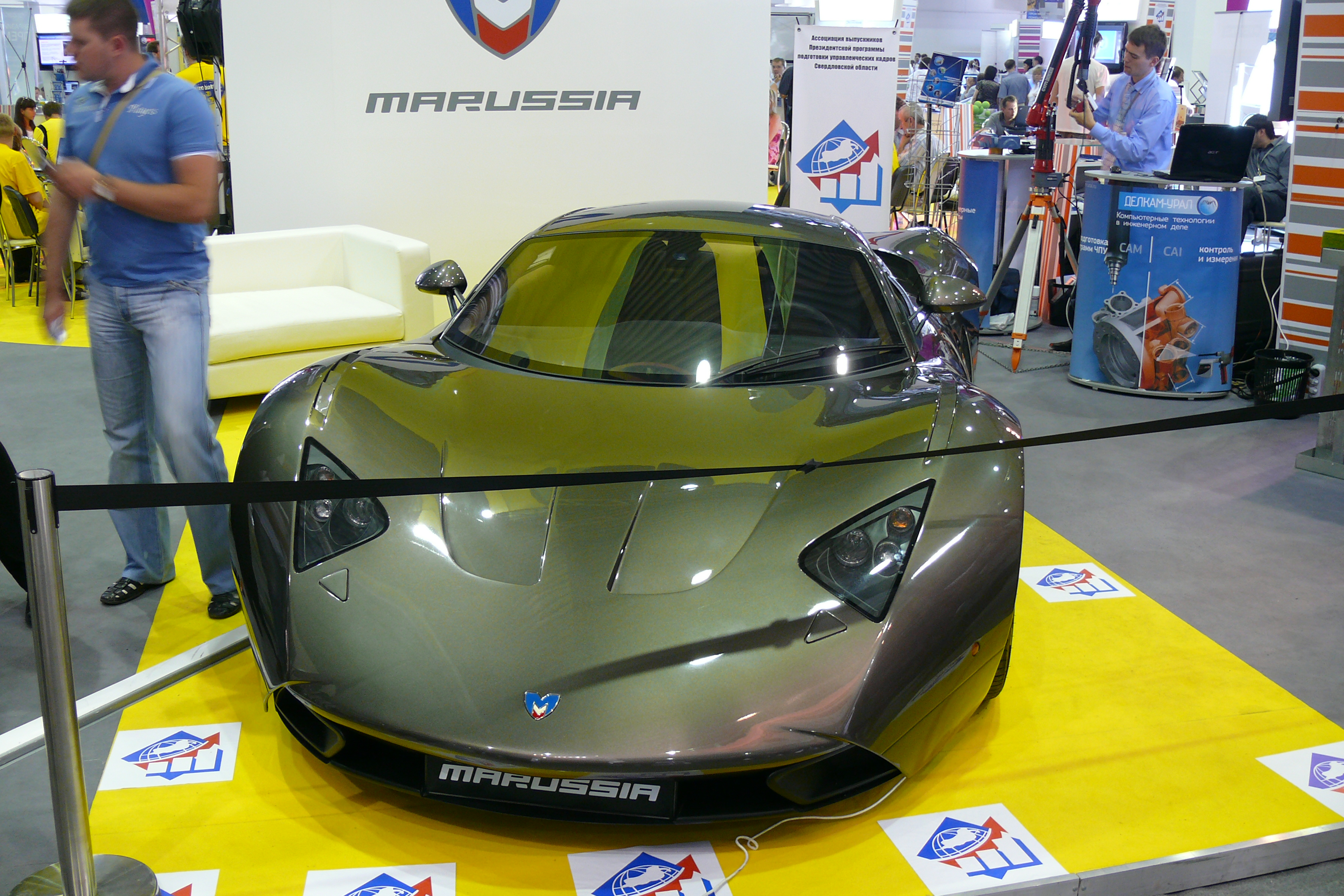
vista frontal del B1 en gris.

El Marussia Serie B es una serie de cupés deportivos construidos por el fabricante de automóviles ruso Marussia Motors, (pronunciación ma-rus-ya). La serie consiste en el B1 y el B2, los coches son muy parecidos técnicamente, pero son muy diferentes en el diseño. Los dos vehículos tienen los mismos motores, suspensión, frenos y precio (> 4.000.000 rublos o unos 100.000 € u 85.000 ₤). Estos son los primeros coches deportivos rusos.

## Motores
Todos los motores presentados a continuación son usados en los modelos Marussia B1 y Marussia B2.
| Características/Motor | Marussia-Cosworth 2.8L V6 Turbocargado | Marussia-Cosworth 2.8L V6 Turbocargado | Marussia 3.5L V6    |
| --------------------- | -------------------------------------- | -------------------------------------- | ------------------- |
| Potencia              | 360 HP                                 | 420 HP                                 | 300 HP              |
| Torque                | 520 Nm @ 4000 rpm                      | 600 Nm @ 4000 rpm                      | 410 Nm @ 4000 rpm   |
| Combustible           | gasolina 95 octanos                    | gasolina 95 octanos                    | gasolina 95 octanos |

## Marussia B1
El B1 es el primer coche de la serie, y también el primer coche producido Marussia motors. La estructura del coche es un semi-monocasco diseñado en aluminio. Los motores del coche son producidos por la empresa de ingeniería británica Cosworth. Marussia planea producir sólo 2999 B1s. 

### Características
- Velocidad máxima Limitado a 250 km/h (todas sus versiones)
- Potencia máxima 390 CV
- Aceleración 0-100 km/h 3.8 s
- Capacidad de combustible 80 litros
- Transmisión Automática de 6 velocidades

## Marussia B2

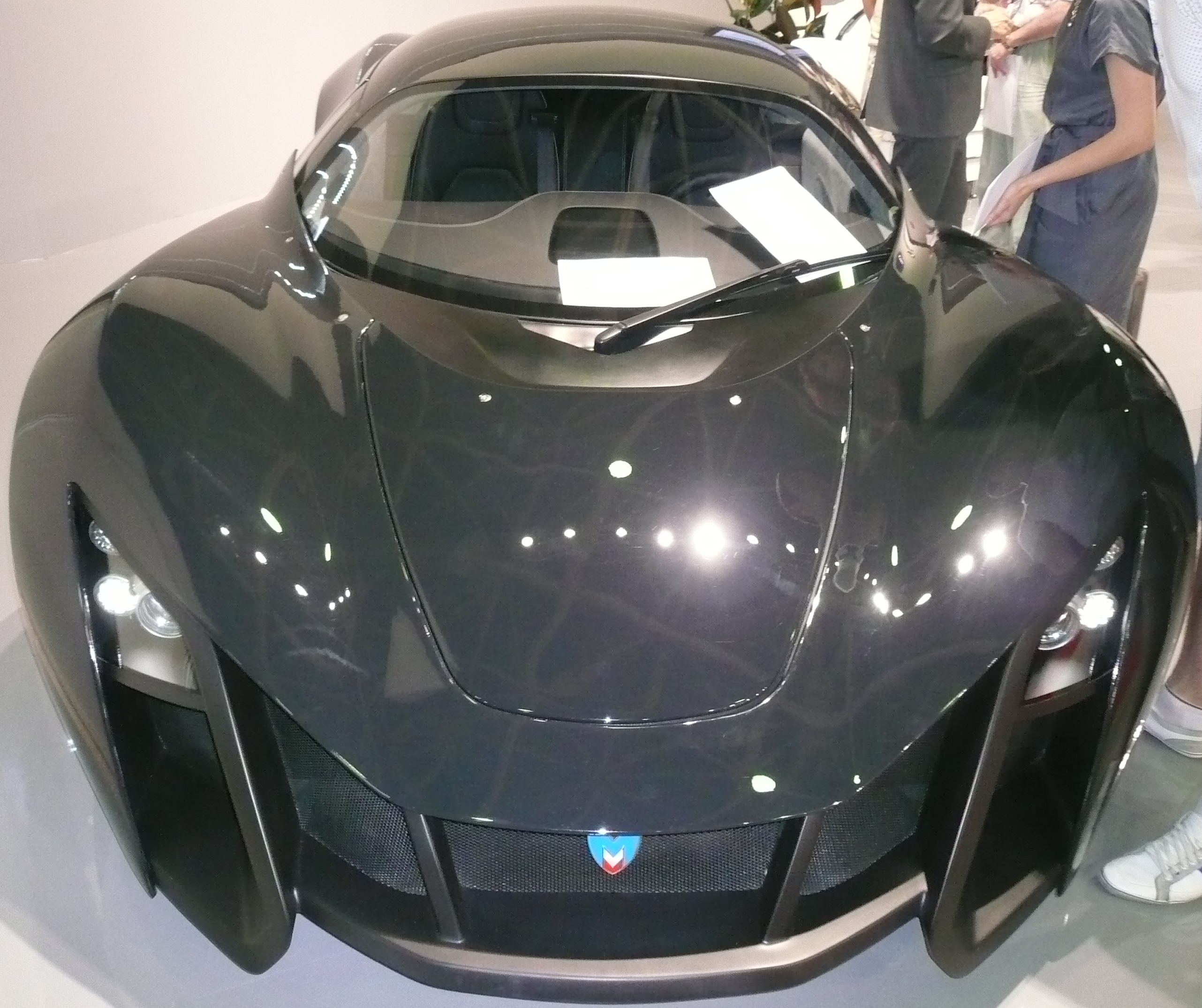
Frente del B2

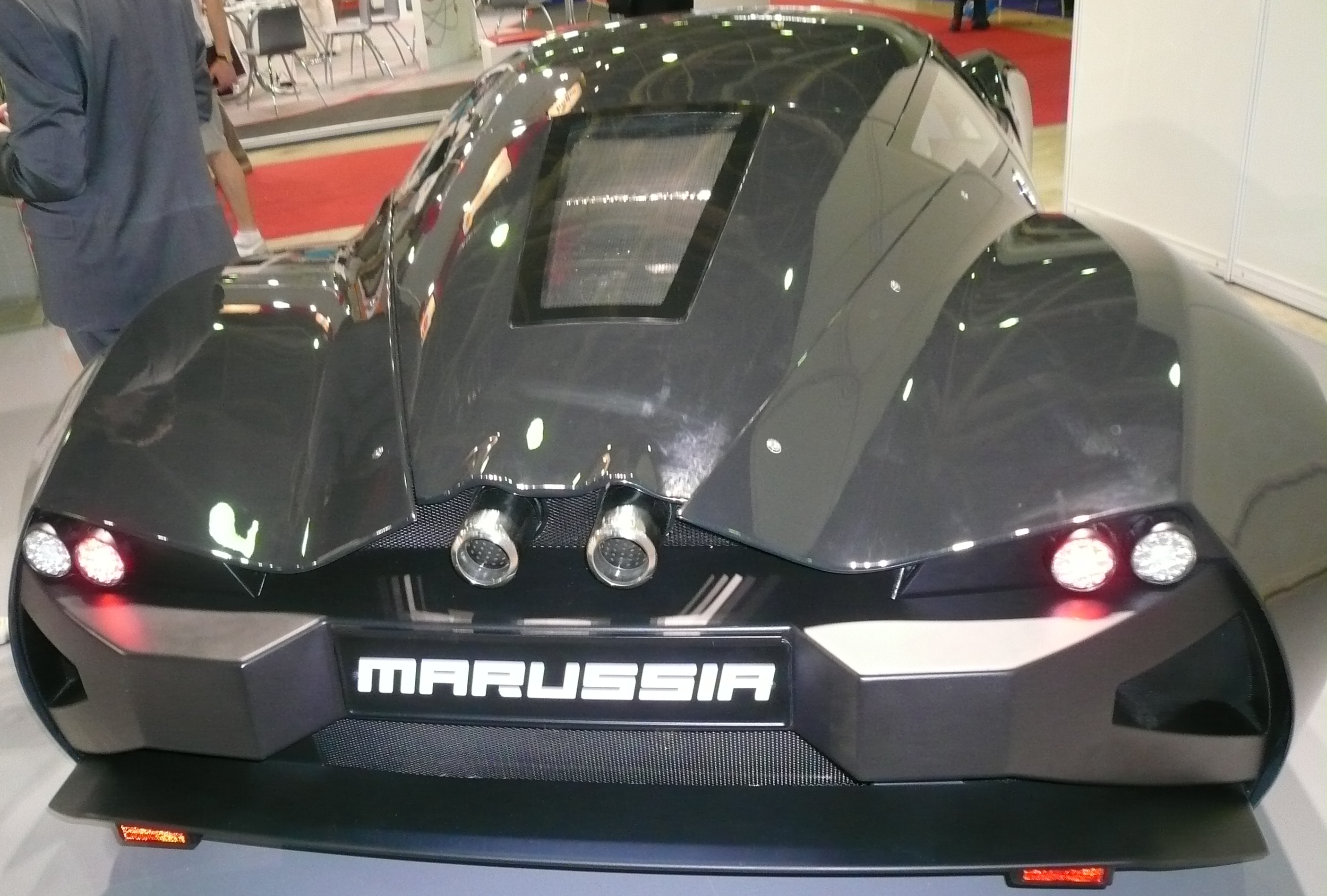
parte trasera del B2

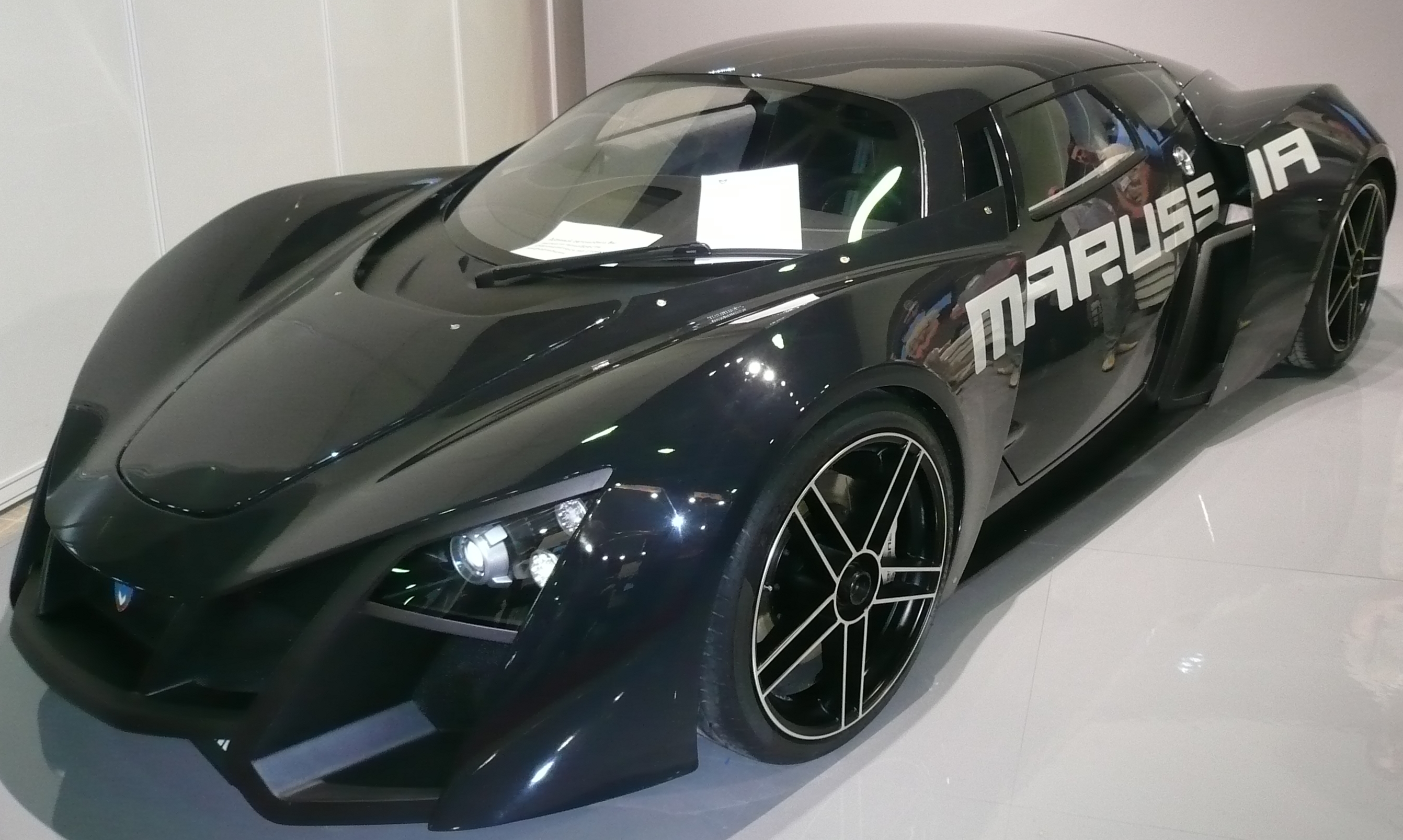
perfil del B2

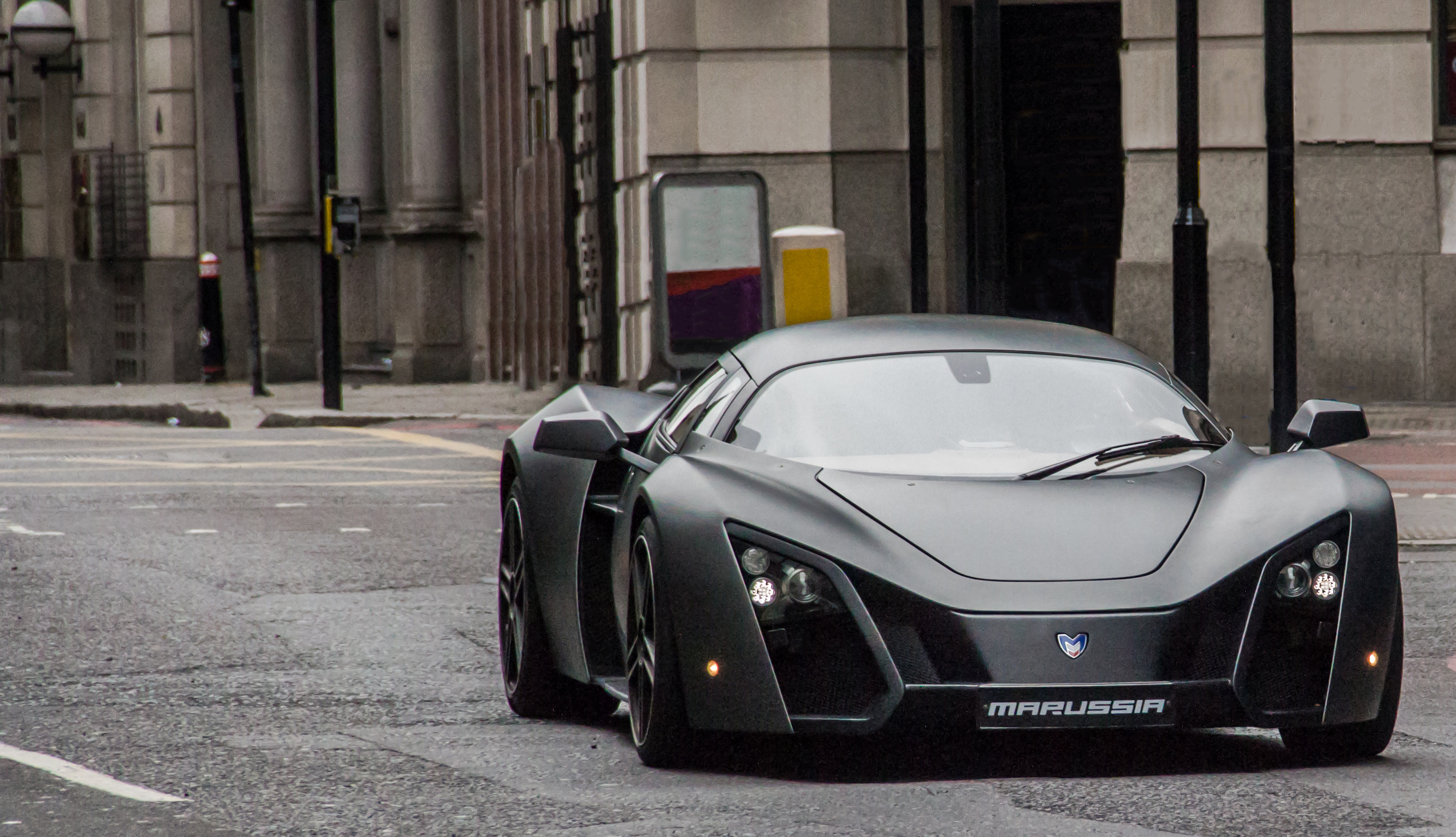
B2 en calle.

El B2 es el sucesor del B1, fue mostrado por primera vez al público en el Salón de Frankfurt 2009. Las diferencias entre el B1 y B2 son sólo superficiales, el B2 ofrece un nuevo diseño, más afilado y un nuevo interior casi de la era espacial. El diseño estaba destinado a dar al coche un aspecto más agresivo. Algunas de las características de diseño incluyen la parrilla y tomas de aire negras para contrastar con el color de la carrocería del coche y hacer hincapié en algunos de los elementos geométricos del coche, así como labrar la cara del coche a la forma de la "M" en el logo de Marussia Motors.
En marzo de 2012, Valmet Automotive, y Marussia Motors llegaron a un acuerdo sobre la producción del Marussia B2 Sports en la fábrica de automóviles Valmet en Uusikaupunki, Finlandia.

### Características
- Velocidad máxima Limitado a 315 km/h (todas las versiones)
- Potencia máxima 420 CV
- Aceleración 0-100 km/h 3.4 s
- Capacidad de combustible 80 litros
- Transmisión Automática de 6 velocidades